# Rafael de Julia
Rafael Rodríguez Escribano dit « Rafael de Julia », né le 7 novembre 1979 à Torrejón de Ardoz (Espagne, province de Madrid), est un matador espagnol.

## Présentation

### Carrière
- Débuts en public : Torrejón de Ardoz le 19 mars 1996.
- Débuts en novillada avec picadors : Arnedo (Espagne, La Rioja) le 21 mars 1999 aux côtés de Rui Fernández, Ignacio Garibay et  Sergio Aguilar. Novillos de la ganadería de Jaime Brujó.
- Présentation à Madrid : 30 avril 1999 aux côtés de David Vilariño et El Fandi. Novillos de la ganadería de Francisco Ojeda.
- Alternative : Madrid, plaza de Las Ventas, le 15 avril 2001. Parrain, José Ignacio Uceda Leal ; témoin, « Juan Bautista ». Taureaux de la ganadería de Peñajara.
- Confirmation d’alternative à Bogota (Colombie) : 17 février 2002. Parrain, Enrique Ponce ; témoin, « Dinastía ». Taureaux de la ganadería de Agualuna.